# Molcaxac
Molcaxac är en ort i Mexiko.   Den ligger i kommunen Molcaxac och delstaten Puebla, i den sydöstra delen av landet, 150 km sydost om huvudstaden Mexico City. Molcaxac ligger 1 851 meter över havet och antalet invånare är 6 000.
Terrängen runt Molcaxac är kuperad åt nordväst, men åt sydost är den platt. Runt Molcaxac är det ganska glesbefolkat, med 36 invånare per kvadratkilometer. Närmaste större samhälle är Atoyatempan, 9,8 km norr om Molcaxac. I omgivningarna runt Molcaxac växer huvudsakligen savannskog.